# Schwegenheim

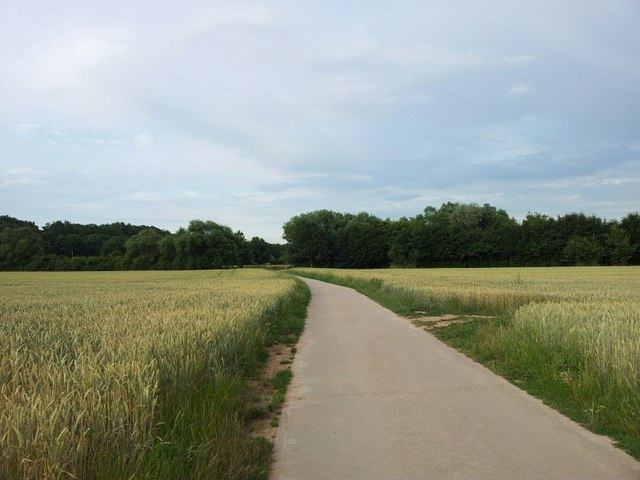
Landschaftsbild von Schwegenheim

Schwegenheim (Südpfälzisch: Schwechnem) ist eine Ortsgemeinde im Landkreis Germersheim in Rheinland-Pfalz. Sie gehört seit 1972 zusammen mit fünf weiteren umliegenden Gemeinden der Verbandsgemeinde Lingenfeld an.

## Geographie

### Geographische Lage
Schwegenheim liegt am östlichen Rand des Gäu in der Rheinebene zwischen dem Pfälzerwald und der Stadt Speyer am Rhein. Durch Schwegenheim fließt der Hainbach.

### Nachbargemeinden
Folgende Städte und Gemeinden grenzen an die Gemeinde. Sie werden im Uhrzeigersinn beginnend im Norden genannt:
- Rhein-Pfalz-Kreis: Harthausen und Römerberg
- Landkreis Germersheim: Lingenfeld, Westheim und Weingarten
- Landkreis Südliche Weinstraße: Gommersheim

### Gemeindegliederung
Zu Schwegenheim gehören auch die Wohnplätze Bründelsberg, Vorderlohe und Hof Sonnenfeld.

### Klima
Das Klima in Schwegenheim ist, wie in der gesamten Vorderpfalz und der angrenzenden Kurpfalz, relativ mild (warme Sommer, fast schneelose Winter). Die Jahresdurchschnittstemperatur beträgt 9 °C.

## Geschichte

### Antike und Mittelalter
Zur Zeit der Eroberung Galliens durch Gaius Julius Caesar lebten in der Region um Schwegenheim die Volksstämme der Triboker oder Wangionen. Nach der Eroberung bis spätestens im Jahr 90 n. Chr. bildete zunächst der Rhein die Ostgrenze der Provinz Germania superior und damit auch des Römischen Reiches gegen Germanien. Spätere Gebietsgewinne östlich des Rheins bis zum Obergermanisch-Raetischen Limes mussten die Römer unter dem Druck angreifender fränkischer und alemannischer Stämme um 275/276 aufgegeben und den Limes an den Rhein zurückverlegen. Nachdem im Jahre 405 die Ostgoten in Italien eingefallen waren, wurden 406 die römischen Truppen aus der Pfalz abgezogen.
In einer Schenkungsurkunde aus dem Jahr 985 wurde die Gemeinde Suaebechenheim als Besitz des Klosters Weißenburg erstmals erwähnt.

### Neuzeit

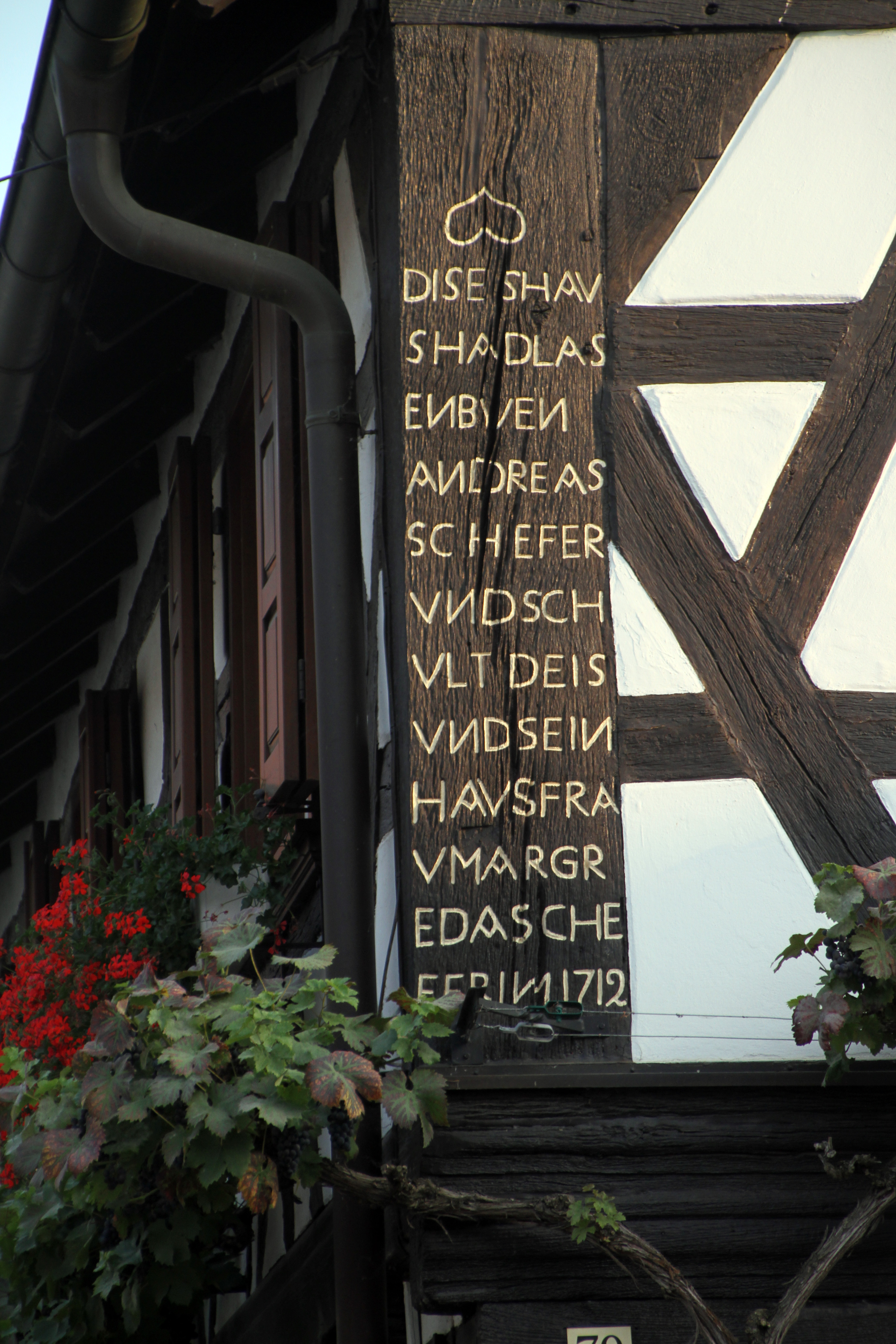
Inschrift von 1712 am Haus Hauptstraße 79

Im 15./16. Jahrhundert wurde Schwegenheim gemeinherrlicher Bestandteil zwischen dem Hochstift Speyer und der Kurpfalz im gemeinsamen Unteramt Landeck kurpfälzischerseits dem Oberamt Germersheim unterstand. 1709 gab das Hochstift Speyer seinen Anteil an das Amt Landeck ab Schwegenheim war somit bis 1797 ungeteilt kurpfälzischer Besitz. 1794 kämpfte im Zuge der Koalitionskriege das französische 9e régiment de cuirassiers vor Ort. Infolge dieser Kriege kam Schwegenheim in Napoleonischer Zeit an das Département du Mont-Tonnerre.
Von 1798 bis 1814, als die Pfalz Teil der Französischen Republik (bis 1804) und anschließend Teil des Napoleonischen Kaiserreichs war, war Schwegenheim in den Kanton Germersheim eingegliedert. 1815 wurde der Ort Österreich zugeschlagen. Bereits ein Jahr später wechselte der Ort nach dem Wiener Kongress in das Königreich Bayern. Von 1818 bis 1862 gehörte der Ort dem Landkommissariat Germersheim an; aus diesem ging das Bezirksamt Germersheim hervor. Seit 1939 ist Freckenfeld Bestandteil des Landkreises Germersheim.
Nach dem Zweiten Weltkrieg wurde Schwegenheim innerhalb der französischen Besatzungszone Teil des damals neu gebildeten Landes Rheinland-Pfalz. Im Jahr 1957 wurde die katholische Kirche St. Bartholomäus errichtet. Im Zuge der ersten rheinland-pfälzischen Verwaltungsreform wurde die Gemeinde 1972 in die neu gebildete Verbandsgemeinde Lingenfeld eingegliedert.
Im Jahr 1989 gewann Schwegenheim die Goldplakette im Bundeswettbewerb „Unser Dorf soll schöner werden“. Am 2. März 2024 fand vor Ort eine Demonstration gegen Rechtsextremismus statt; die Teilnehmerzahl betrug 200.

## Bevölkerung

### Einwohnerstatistik
Wenn nicht gesondert aufgeführt, ist die Quelle der Daten das Statistische Landesamt Rheinland-Pfalz.
| Jahr | Einwohner |
| ---- | --------- |
| 1802 | 825       |
| 1815 | 1.258     |
| 1835 | 1.346     |
| 1849 | 1.420     |
| 1861 | 1.463     |
| 1871 | 1.449     |
| 1905 | 1.391     |

| Jahr | Einwohner |
| ---- | --------- |
| 1939 | 1.536     |
| 1950 | 1.757     |
| 1965 | 2.036     |
| 1970 | 2.057     |
| 1975 | 2.077     |
| 1980 | 2.207     |
| 1985 | 2.294     |

| Jahr | Einwohner |
| ---- | --------- |
| 1990 | 2.336     |
| 1995 | 2.470     |
| 2000 | 2.830     |
| 2005 | 2.938     |
| 2010 | 2.918     |
| 2015 | 2.927     |
| 2020 | 3.072     |

### Konfessionsstatistik
Im Jahr 1871 waren von insgesamt 1.449 Einwohnern 1.216 evangelisch (84 %), 189 katholisch (13 %) und 44 jüdisch (3 %). 2012 waren 46,0 % der Einwohner evangelisch und 24,1 % katholisch. Die übrige 29,9 % gehörten einer anderen Glaubensgemeinschaft an oder war konfessionslos. Der Anteil der Protestanten und Katholiken an der Gesamtbevölkerung ist seitdem gesunken. Mit Stand 30. November 2024 waren von den Einwohnern 32,4 % evangelisch, 20,0 % katholisch und 47,6 % waren konfessionslos oder gehörten einer anderen Glaubensgemeinschaft an.

## Politik

### Gemeinderat
Der Gemeinderat in Schwegenheim besteht aus 20 Ratsmitgliedern, die bei der Kommunalwahl am 9. Juni 2024 in einer personalisierten Verhältniswahl gewählt wurden, und dem ehrenamtlichen Ortsbürgermeister als Vorsitzendem.
Die Sitzverteilung im Gemeinderat:
| Wahl | SPD | CDU | FWG | Gesamt   |
| ---- | --- | --- | --- | -------- |
| 2024 | 06  | 3   | 11  | 20 Sitze |
| 2019 | 08  | 3   | 09  | 20 Sitze |
| 2014 | 09  | 3   | 08  | 20 Sitze |
| 2009 | 09  | –   | 11  | 20 Sitze |
| 2004 | 10  | 3   | 07  | 20 Sitze |

### Bürgermeister
Andreas Weber wurde am 27. August 2024 Ortsbürgermeister von Schwegenheim. Bei der Direktwahl am 9. Juni 2024 hatte er sich mit einem Stimmenanteil von 62,0 % gegen einen SPD-Mitbewerber durchgesetzt.
Webers Vorgänger Bodo Lutzke trat sein Amt am 16. August 2019 an. Bei der Stichwahl am 16. Juni 2019 hatte er sich mit einem Stimmenanteil von 60,62 % durchgesetzt, nachdem bei der Direktwahl am 26. Mai 2019 keiner der ursprünglich drei Bewerber eine ausreichende Mehrheit erreicht hatte.
| Jahr      | Ortsbürgermeister | Partei |
| --------- | ----------------- | ------ |
| 1974–1999 | Kurt Kaufmann     | SPD    |
| 1999–2019 | Peter Goldschmidt | SPD    |
| 2019–2024 | Bodo Lutzke       | FWG    |
| seit 2024 | Andreas Weber     | FWG    |

### Wappen
| Wappen von Schwegenheim | Blasonierung: „In Silber ein blaues Hufeisen mit abwärtsgekehrten Stollen.“                            |
| Wappen von Schwegenheim | Es wurde 1964 vom Mainzer Innenministerium genehmigt und geht zurück auf ein Siegel aus dem Jahr 1698. |

### Gemeindepartnerschaften
Schwegenheim hat Partnerschaften geschlossen 1974 mit der Ortschaft Pichl der Gemeinde Gsies in Südtirol, 1986 mit der Gemeinde Lobsann im Elsass und 1991 mit Herzfelde in Brandenburg.

## Kultur

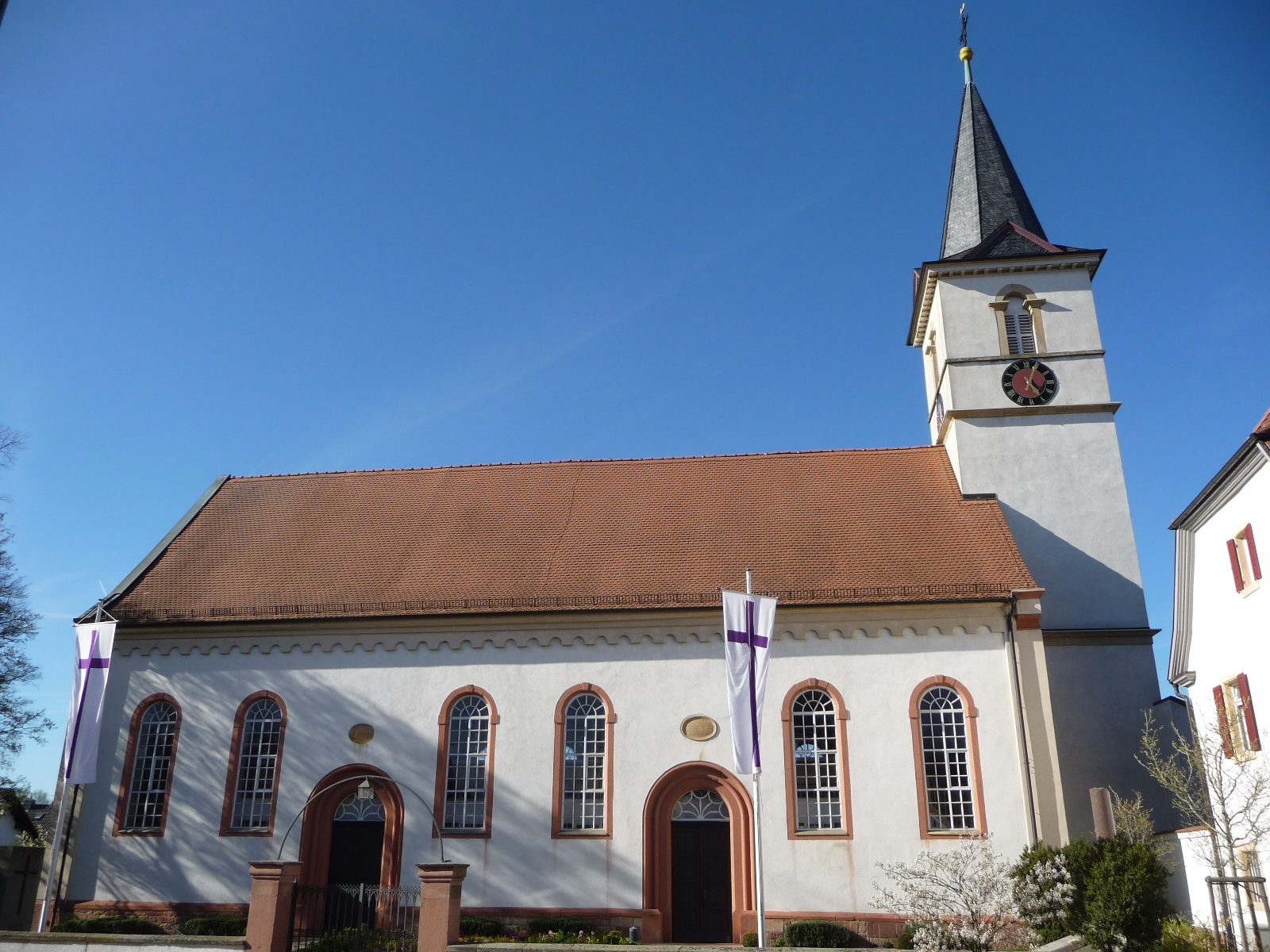
Evangelische Pfarrkirche

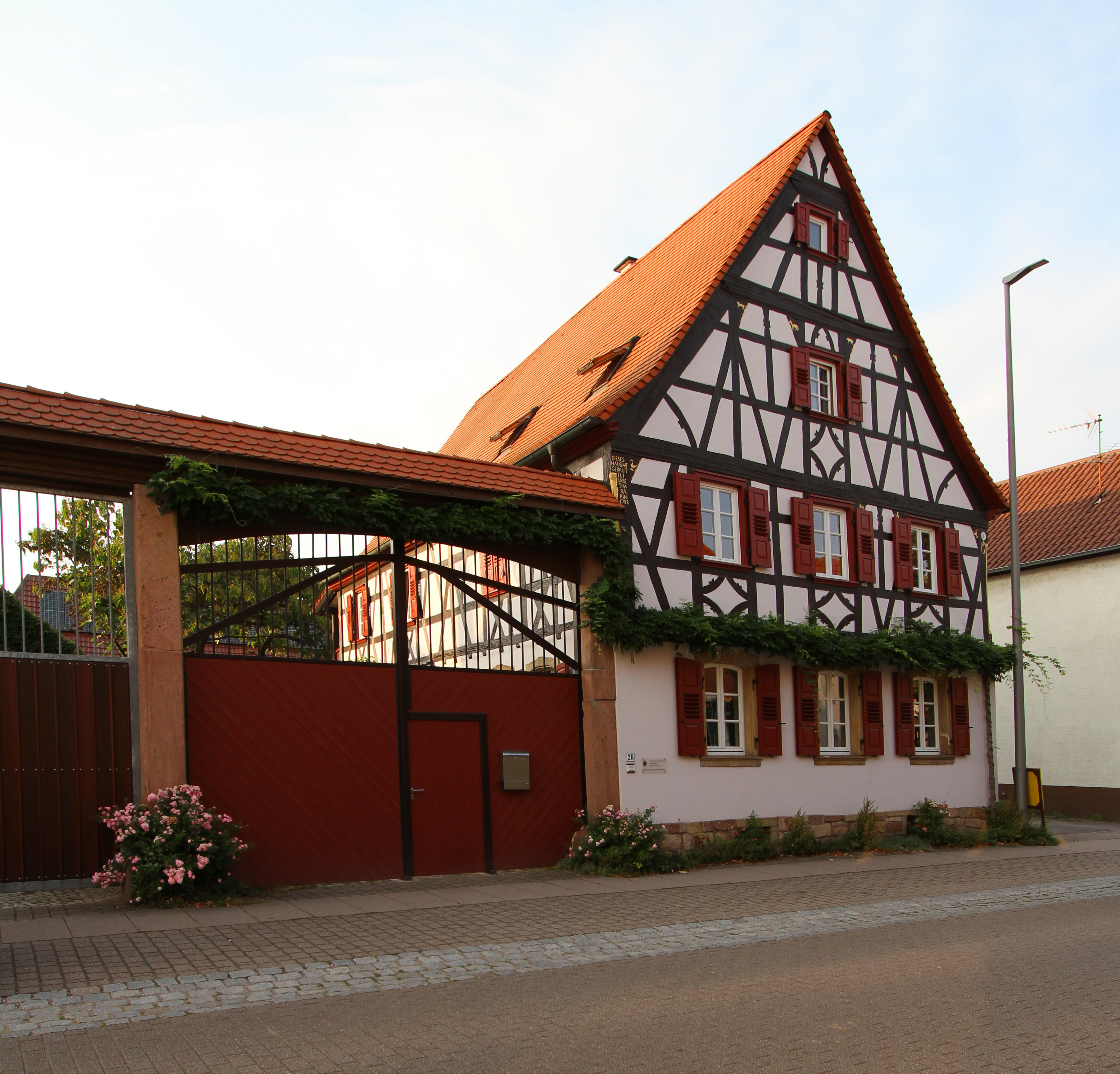
Denkmalgeschützte Hofanlage

### Kulturdenkmäler
Vor Ort befinden sich insgesamt 22 Objekte, die unter Denkmalschutz stehen. Darunter ist z. B. die Protestantische Kirche aus dem Jahr 1751.

### Natur
Innerhalb des Gemeindegebiets existieren zwei Naturdenkmale.

### Vereine
Vor Ort existiert der Schachverein SG Speyer-Schwegenheim.

## Wirtschaft und Infrastruktur

### Wirtschaft

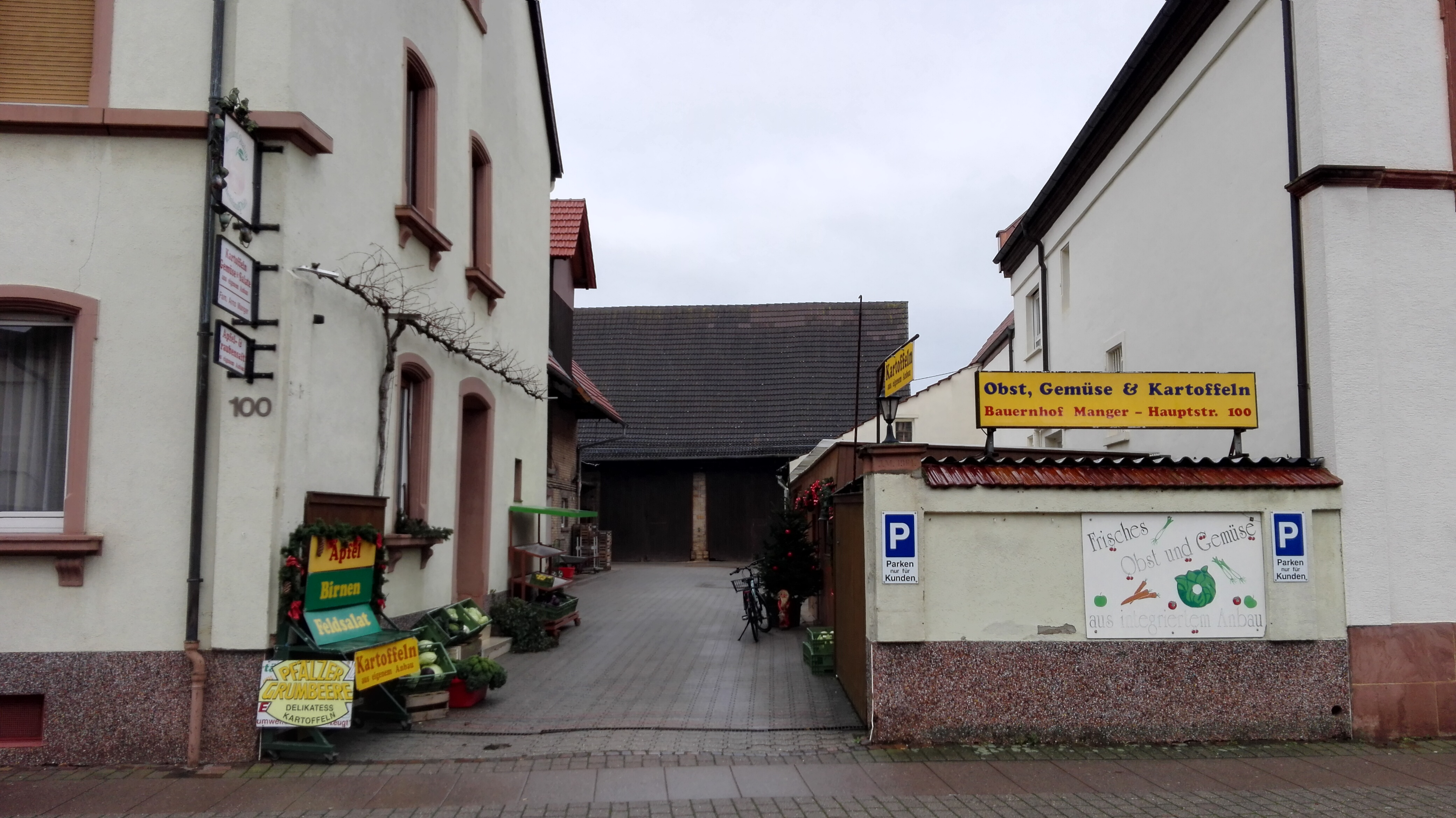
Hofladen in Schwegenheim

Die landwirtschaftlichen Produkte, gedeihen in der Rheinebene – so auch in Schwegenheim – schon recht früh, wie Radieschen, Salate, Kartoffeln, Erdbeeren, Spargel, sogar Mandeln und Honigmelonen. Aber auch im Herbst bieten die einheimischen Landwirte bzw. Direktvermarkter ein reichhaltiges Angebot an Äpfeln, Birnen und Kürbissen.

### Verkehr

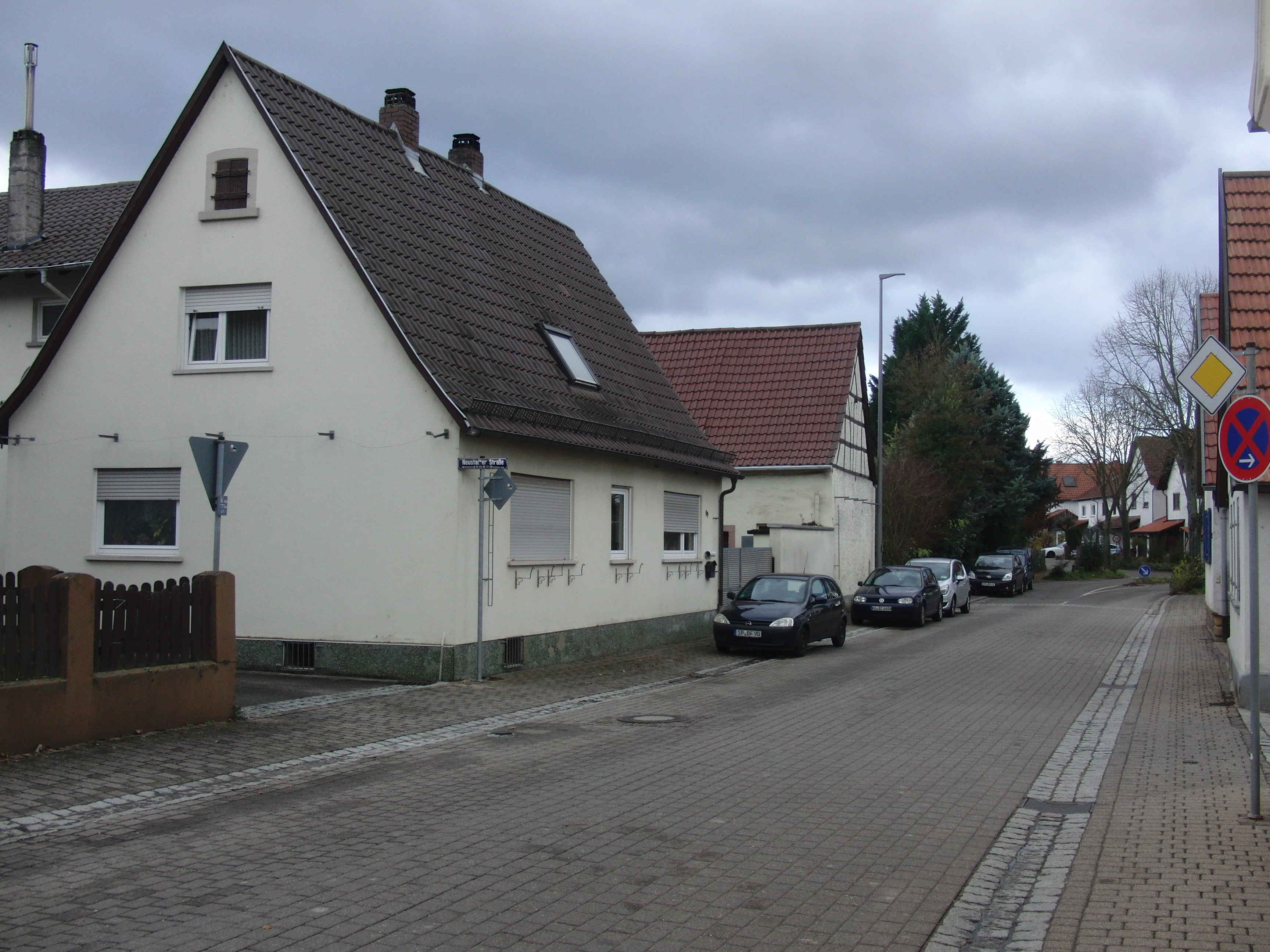
Landesstraße 538 innerhalb von Schwegenheim

Schwegenheim ist über die Bundesstraßen 9 (Kranenburg–Lauterbourg) und 272 (nach Landau in der Pfalz) an das überregionale Straßennetz angebunden. Zudem verlaufen die Landesstraßen 507, 537 und 538 durch das Gemeindegebiet.
Bis 1956 hatte Schwegenheim einen Bahnhof und war an die schmalspurige Lokalbahn Speyer–Neustadt (Pfefferminzbähnel) angebunden. Während des Baus der Strecke kam es zum Eisenbahnunfall bei Schwegenheim. Der Bahnhof ist heute ein Wohnhaus. Danach übernahm die bestehende Buslinie 507 den Verkehr, deren Route mit der der Bahnstrecke identisch ist. Eine weitere Buslinie verbindet Schwegenheim mit Speyer und Landau. Dadurch gibt es zwischen Schwegenheim und Speyer einen Halbstundentakt.

### Energie
Seit 2006 ist Schwegenheim Standort von drei Windkraftanlagen bei 49° 16′ 6″ N, 8° 21′ 46″ O. 2019 wurden vier weitere Windkraftanlagen gebaut. Die drei erstgenannten Anlagen haben eine Gesamthöhe von 150 Metern, die anderen vier eine von 200 Metern.

### Behörden
Die Gemeinde gehört zum Zuständigkeitsbereich des Amtsgericht Germersheim.

### Tourismus
Durch den Norden der Gemeindegemarkung verläuft der Radweg Vom Rhein zum Wein.

## Persönlichkeiten

### Ehrenbürger
- 1986, 13. September: Karl Merkel (1916–1997), Ökonomierat, Begründer der Partnerschaft mit Gsies in Südtirol[17]
- 1986, 13. September: Leonhard Leitgeb (1918–1993), Bürgermeister von Gsies[18]
- 1999, 14. Mai: Kurt Kaufmann (1930–2023), Unternehmer, Ortsbürgermeister von 1974 bis 1999[19]
- 2022: Rolf Feßenmayr (1934–2024), Gemeindearchivar[20][21]

### Söhne und Töchter der Gemeinde
- Julius von Kennel (1854–1939), deutscher Zoologe, Entomologe und Hochschullehrer
- Jakob Degen (1859–1947), Verwaltungsbeamter und Bezirksamtmann in Kronach
- Friedrich Bender (1869–1932), Heimatforscher
- Emil Lind (1890–1966), Pfarrer und Schriftsteller

### Personen, die vor Ort gewirkt haben
- Jakob Beyrlin (1576–nach 1618), württembergischer Buchbinder und württembergischer und kurpfälzischer Schulmeister, war ab 1610 vor Ort Schulmeister
- Johann Anton Graff (1741–1807), österreichischer Generalmajor, verteidigte am 10. Dezember 1795 hartnäckig die Stellung bei Schwegenheim im Zuge der Koalitionskriege
- Gustav Schlimbach (1818–1894), Orgelbauer, fertigte 1855 die Orgel in der örtlichen protestantischen Kirche
- Sarah Stricker (* 1980), Journalistin und Schriftstellerin